# Consell de Salvació Nacional
El Consell de Salvació Nacional fou un òrgan col·legiat per dirigir Somàlia establert el 3 de gener de 1997 pels acords de pau coneguts com a Acords de Sodere per haver estat signats a Sodere, Etiòpia, sota organització de l'IGAD. Un intent contrari de reunir les faccions a Sana (Iemen) no va reeixir en oposar-se moltes faccions.
Va establir com òrgan suprem l'anomenat Consell Nacional de Salvació, incloent totes les faccions, amb 41 membres, amb una direcció col·lectiva de cinc que foren Ali Mahdi Muhammad (Aliança de Salvació de Somàlia), Osman Hassan Ali Ato (Congrés de la Somàlia Unificada - facció Ato), Abdulkadir Muhammad Aden, àlies Zopo (Moviment Democràtic Somali, mort el +2002), Abdullahi Yusuf Ahmed (Front Democràtic de Salvació de Somàlia) i Aden Abdullahi Nur Gabiyow (Moviment Patriòtic de Somàlia facció Gabiyow).
Com que els acords foren boicotejats per Hussein Muhammad Farrah Aydid jr, la implementació va fracassar. Finalment el Consell i Aydid van resignar les seves nominals presidències a la declaració del Caire del 22 de desembre de 1997. Aquesta conferència va comptar amb la presència de totes les faccions dels acords de Sodere i de Hussein Aydid i els 25 clans que li estaven aliats.